# تاي مونتجومري
تاي مونتجومري (بالإنجليزية: Ty Montgomery)‏ هو لاعب كرة قدم أمريكية أمريكي، ولد في 22 يناير 1993 في دالاس في الولايات المتحدة.

## وصلات خارجية
- تاي مونتجومري على موقع إي إس بي إن.كوم (أن.أف.أل)3
- تاي مونتجومري على موقع مرجع كرة القدم المحترفة.كوم (الإنجليزية)